# 蔡良琬
蔡良琬（1922年11月15日—2004年12月28日），女，汉族，湖南常德人，中国生物化学家，中国医学科学院基础医学研究所、中国协和医科大学基础医学研究院教授。